# General Motors Sequel
La Sequel è un'automobile prototipo statunitense alimentata ad idrogeno che viene sottoposto a combustione controllata in una cella catalitica producente elettricità che fornisce energia a quattro motori elettrici in ogni ruota. È un'auto "trasformabile", più che convertibile, dal momento che possiede un telaio modulare intercambiabile e, oltre che berlina a quattro porte, può diventare anche una SUV.

## Il contesto
Viene prodotta dal costruttore General Motors utilizzando la tecnologia HydroGen3 sviluppata dalla sussidiaria europea Opel. La Sequel utilizza un sistema di "guida per filo" (drive-by-wire), che permette la connessione e disconnessione di varie plance di comandi (guida a destra o a sinistra, cambio di scocca, ecc.), ha un'autonomia di 500 km, e l'unico sottoprodotto emesso dallo scarico è vapor d'acqua. È stata presentata al North American International Auto Show del 2005, e alla 75ª esposizione internazionale di auto di Ginevra. Il capo esecutivo e manager del tempo Rick Wagoner aveva dichiarato che probabilmente sarebbe passato un decennio prima che entrasse in produzione, cosa peraltro mai avvenuta neppure in seguito.
La General Motors annunciava l'11 settembre del 2006 che la Sequel a quattro ruote motrici alimentata da pile a combustibile sarebbe stata prodotta dalla Chevrolet. 
Questo veicolo avrebbe dovuto accelerare da zero a 100 km/h in meno di dieci secondi. Inoltre fornisce un alto livello di controllo della trazione su terreno accidentato, sulla neve, e sul ghiaccio. Inoltre ha il 42% in più di "coppia" e una maggiore decelerazione durante la frenata.